# Саурен, Йорген
Йорген Саурен (норв. Jørgen Saurén, 3 февраля 1900, Кристиания — 1976) — норвежский шахматист. Чемпион Норвегии 1935 г. В составе сборной Норвегии участник неофициальной шахматной олимпиады 1936 г. Член клуба «Oslo Schakselskap». С 1921 по 1971 гг. регулярно играл в клубе блиц-партии на денежную ставку. Среди норвежских шахматистов имел прозвище «Босс».

## Спортивные результаты
| Год  | Город      | Соревнование                                                    | + | − | = | Результат | Место |
| ---- | ---------- | --------------------------------------------------------------- | - | - | - | --------- | ----- |
| 1935 | Саннефьорд | Чемпионат Норвегии                                              |   |   |   |           | 1     |
| 1936 | Мюнхен     | Неофициальная шахматная олимпиада (сборная Норвегии, 7-я доска) | 4 | 8 | 2 | 5 из 14   |       |